# Les Égarements du cœur et de l'esprit
Les Égarements du cœur et de l'esprit ou Mémoires de M. de Meilcour est un roman-mémoires et libertin de Crébillon fils paru en 1736.

## Résumé
Ce roman d'analyse narre, à la première personne, les péripéties amoureuses et libertines d’un jeune homme, M. de Meilcour, devenu par la suite l'un des maîtres libertins les plus célèbres. Le jeune Meilcour est partagé entre la marquise de Lursay, amante expérimentée qui l’initie aux arcanes du monde nouveau dans lequel le jeune homme vient de faire son entrée, et la jeune Hortense de Théville qui lui inspire les plus vifs sentiments. Il va aussi devenir le disciple de Versac, que l'on peut considérer comme le modèle parfait du petit-maître, et duquel Choderlos de Laclos s'inspirera pour le personnage du Vicomte de Valmont.